# Czarnucha (przystanek kolejowy)
Czarnucha (biał. Чарнуха, ros. Чернуха) – przystanek kolejowy w pobliżu miejscowości Czarnucha, w rejonie grodzieńskim, w obwodzie grodzieńskim, na Białorusi.